# Great Pretender
Great Pretender (グレートプリテンダー?, Gurēto Puritendā) è una serie animata originale giapponese del 2020, scritta da Ryōta Kosawa, prodotta da Wit Studio e diretta da Hiro Kaburagi.
La serie è suddivisa in quattro casi: Legame a Los Angeles (episodi 1-5), Il cielo di Singapore (episodi 6-10), Neve su Londra (episodi 11-14) e Wizard of Far East (episodi 15-23). Il primo blocco di episodi è stato pubblicato il 2 giugno 2020 su Netflix Japan; internazionalmente, insieme al secondo e al terzo blocco, il 20 agosto. Sempre su Netflix Japan, il 21 settembre è stato poi pubblicato il quarto e ultimo caso.

## Trama
Makoto Edamura è un ragazzo giapponese che rimedia denaro attuando delle piccole truffe, definendosi 'il più grande truffatore del Giappone'. Un giorno, cercando di ingannare Laurent Thierry, che crede essere un semplice turista, scopre che l'uomo è a sua volta un astuto ed esperto truffatore; Laurent sembra prendere Edamura sotto la sua ala, e gli chiede di collaborare con lui, trascinandolo in una serie di truffe in varie parti del mondo.

## Personaggi principali
Makoto "Edamame" Edamura (枝村真人?, Edamura Makoto)
Doppiato in giapponese da Chiaki Kobayashi e in italiano da Marco Benedetti.
Quando è ancora un ragazzo, suo padre, avvocato di successo per cui Makoto prova rispetto e ammirazione, viene improvvisamente accusato di essere coinvolto in traffico di esseri umani, e per questo arrestato. In seguito, sua madre si ammala. Makoto riesce a trovare lavoro presso la Mankai, un'azienda che produce tè, non sapendo però che lo produce illegalmente; così, il giorno dell'apertura delle vendite, il capo dell'azienda e tutti i dipendenti vengono arrestati per truffa. Quattro anni più tardi Edamura, ormai bollato dalla società come truffatore e impossibilitato a trovare un lavoro onesto anche a causa del passato criminale del padre, decide di diventare un truffatore sul serio, e chiede al suo ex capo, Kudo, di essere suo socio. É durante una delle loro piccole truffe che Edamura incontra Laurent, finendo poi per seguirlo a Los Angeles.
Laurent Thierry (ローラン・ティエリー?, Rōran Tierī)
Doppiato in giapponese da Jun'ichi Suwabe e in italiano da Mattia Bressan.
Laurent è un truffatore esperto e carismatico. Sa parlare molte lingue ed è cresciuto in Belgio. Sembra essere la mente dietro ai piani del gruppo: prende di mira solamente figure potenti che usano soldi e influenza per loro tornaconto.
Abigail Jones (アビゲイル・ジョーンズ?, Abigeiru Jōnzu)
Doppiata in giapponese da Natsumi Fujiwara e in italiano da Martina Tamburello.
Cynthia Moore (シンシア・ムーア?, Shinshia Mūa)
Doppiata in giapponese da Mie Sonozaki e in italiano da Katia Sorrentino.

## Episodi
| Nº | Titolo italiano                        | In onda           | In onda |
| Nº | Titolo italiano                        | Giapponese        |         |
| 1  | Caso 1_1: Legame a Los Angeles         | 2 giugno 2020     |         |
| 2  | Caso 1_2: Legame a Los Angeles         | 2 giugno 2020     |         |
| 3  | Caso 1_3: Legame a Los Angeles         | 2 giugno 2020     |         |
| 4  | Caso 1_4: Legame a Los Angeles         | 2 giugno 2020     |         |
| 5  | Caso 1_5: Legame a Los Angeles         | 2 giugno 2020     |         |
| 6  | Caso 2_1: Il cielo di Singapore        | 9 giugno 2020     |         |
| 7  | Caso 2_2: Il cielo di Singapore        | 9 giugno 2020     |         |
| 8  | Caso 2_3: Il cielo di Singapore        | 9 giugno 2020     |         |
| 9  | Caso 2_4: Il cielo di Singapore        | 9 giugno 2020     |         |
| 10 | Caso 2_5: Il cielo di Singapore        | 9 giugno 2020     |         |
| 11 | Caso 3_1: Neve su Londra               | 16 giugno 2020    |         |
| 12 | Caso 3_2: Neve su Londra               | 16 giugno 2020    |         |
| 13 | Caso 3_3: Neve su Londra               | 16 giugno 2020    |         |
| 14 | Caso 3_4: Neve su Londra               | 16 giugno 2020    |         |
| 15 | Caso 4_1: Il mago dell'Estremo Oriente | 21 settembre 2020 |         |
| 16 | Caso 4_2: Il mago dell'Estremo Oriente | 21 settembre 2020 |         |
| 17 | Caso 4_3: Il mago dell'Estremo Oriente | 21 settembre 2020 |         |
| 18 | Caso 4_4: Il mago dell'Estremo Oriente | 21 settembre 2020 |         |
| 19 | Caso 4_5: Il mago dell'Estremo Oriente | 21 settembre 2020 |         |
| 20 | Caso 4_6: Il mago dell'Estremo Oriente | 21 settembre 2020 |         |
| 21 | Caso 4_7: Il mago dell'Estremo Oriente | 21 settembre 2020 |         |
| 22 | Caso 4_8: Il mago dell'Estremo Oriente | 21 settembre 2020 |         |
| 23 | Caso 4_9: Il mago dell'Estremo Oriente | 21 settembre 2020 |         |

## Colonna sonora
La sigla di apertura si intitola G.P. ed è interpretata da Yutaka Yamada, mentre la sigla di chiusura è il brano The Great Pretender di Freddie Mercury.